# لاهوتی (جماعت)
لاهوتی جماعت و شهرکی در شمال غربی تاجیکستان است که در ناحیهٔ کان بادام ولایت سغد قرار دارد. جمعیت این جماعت ۱۵٬۵۳۹ نفر است.